# Абламейко, Сергей Владимирович
Серге́й Влади́мирович Абламе́йко (бел. Сярге́й Уладзі́міравіч Абламе́йка; род. 24 сентября 1956, Вороново, Гродненская область) — белорусский математик, крупный специалист в области информатики и информационных технологий, обработки изображений и распознавания образов, доктор технических наук (1990), профессор (1992), член-корреспондент (2004), а с 2009 года академик Академии наук Беларуси. Лауреат Государственной премии Республики Беларусь (2003), Заслуженный деятель науки Республики Беларусь (2017); ректор Белорусского государственного университета (2008—2017).

## Биография
Родился 24 сентября 1956 года в посёлке Вороново Гродненской области. Родители закончили Белорусскую сельскохозяйственную академию в Горках и всю жизнь проработали в Вороновском районе: отец — инженером-землеустроителем, мать — агрономом.
В 1973 году поступил на механико-математический факультет БГУ. Преддипломную практику проходил в Институте технической кибернетики АН БССР (ИТК АН БССР, с августа 2002 года — Объединённый институт проблем информатики Национальной академии наук Беларуси).
В 1978 году окончил университет по специальности «математика», его дипломная работа была опубликована в научно-техническом сборнике ИТК АН БССР «Теория и методы автоматизации проектирования» и удостоена награды института за первую научную публикацию среди молодых учёных. После окончания университета был распределён всё в тот же институт, где почти за четверть века прошёл путь от стажёра-исследователя до генерального директора (2003).
В 1980 году поступил в аспирантуру. По предложению научного руководителя, директора ИТК О. И. Семенкова занялся вопросами разработки системы автоматической обработки картографических изображений. В 1984 году в Институте кибернетики АН Украинской ССР защитил основанную на результатах исследований кандидатскую диссертацию.
После защиты продолжил исследования в выбранном направлении. Разрабатывал основы теории обработки и распознавания различных классов объектов на графических документах, построения математических моделей графических документов. Результатом стала изданная в 1989 году монография «Обработка информации в растровых графических системах» (соавторы: О. И. Семенков, В. И. Берейшик, В. В. Старовойтов).
В 1990 году защитил докторскую диссертацию. После распада Советского Союза и фактического прекращения финансирования института расширяет область исследований на обработку медицинских и чертёжно-графических изображений, изображений интегральных микросхем и других объектов.
C 1978 по 2008 г. работал в Институте технической кибернетики АН БССР (с 2002 г. — Объединённый институт проблем информатики НАН Беларуси): стажёр-исследователь, аспирант, младший научный сотрудник, старший научный сотрудник, с 1986 г. — заведующий лабораторией, с 1998 г. — заместитель директора, в 2002—2008 гг. — генеральный директор. В 1998—2003 годах работал профессором в Белорусском государственном университете информатики и радиоэлектроники, с 1989 года по 1998 год и с 2003 года преподаёт в БГУ. С 1996 года научный секретарь, с 2002 года заместитель председателя Национального совета по космосу Белоруссии. С 2005 по 2012 год академик-секретарь Отделения физики, математики и информатики НАН Беларуси.
31 октября 2008 Указом Президента Республики Беларусь № 593 назначен ректором Белорусского государственного университета. 5 июня 2009 года избран академиком на общем собрании НАН Беларуси.
28 сентября 2017 года новым ректором БГУ стал Андрей Король.

## Научная деятельность
С.В.Абламейко принадлежит ведущая роль в создании и развитии Белорусской научной школы по обработке и распознаванию изображений. Под его руководством защищено 12 кандидатских диссертаций. Он был научным консультантом 4 докторских диссертаций (А.В.Тузиков, В.В.Старовойтов, А.М.Недзьведь, Р.П.Богуш).
Полученные им результаты широко известны в стране и за рубежом и опубликованы в более 700 научных работ, в том числе 30 книг. На английском языке опубликовано более 250 научных работ (115 работ проиндексировано в базе данных Скопус на середину 2022 года). Под его редакцией издано более 40 сборников трудов, в том числе в США, Великобритании, Нидерландах, Польше, Беларуси.
С.В.Абламейко посещал, проводил научные исследования, выступал с лекциями в университетах Италии, Швеции, Финляндии, Англии, Испании, Германии, Японии, Австралии, Турции, Новой Зеландии, Китая, Вьетнама, России, Азербайджана, Литвы, Таджикистана, Туркменистана.
С 2002 года он является председателем совета по защите докторских диссертаций (с 2002 по 2009 годы - при ОИПИ НАН Беларуси, с 2010 по н.в. - при БГУ). До этого был членом совета.
Был председателем и сопpедседателем более 70 международных конференций, проходивших в Германии, Италии, Польше и Беларуси и членом программных комитетов более 200 международных конференций.
Был главным редактором журналов: Весці НАН Беларусі. Серыя фізіка-матэматычных навук (2005-2011), Вестник БГУ (2009-2016), Информатика (2003-2008), Journal of Science and Technology, Binh Duong University, Vietnam (2017-2021), заместителем главного редактора журнала «Вышэйшая школа» (2012-2017).
Член редколлегий многих международных журналов: Pattern Recognition (2001-2007); Pattern Recognition Letters (2000-2007); Pattern Recognition and Image Analysis (с 2002г.); International Journal of Machine Graphics & Vision (1999-2009); International Journal of Computing (с 2019 г.), ICTACT Journal on Image and Video Processing (2010-2017), Высшее образование в России (2013 - 2018), Nonlinear phenomena in complex systems (с 2011 г.), Вестник компьютерных и информационных технологий (Россия, с 2013г.), Нейрокомпьютеры (Россия, с 2015 г.), Информационные и математические технологии в науке и управлении» (Россия, с 2013 г.), Управляющие системы и машины (Украина, с 2016 г.), а также белорусских журналов: Доклады НАН Беларуси, Известия НАН Беларуси. Серия физико-математических наук, Информатика, Журнал БГУ. Математика. Информатика.
С.В.Абламейко был членом Президиума Республиканского совета ректоров (2008-2017), Президиума Евразийской ассоциации университетов (2014-2017). В 2015 году был избран Вице-президентом Евразийской ассоциации университетов (работал до 2017 года). Был членом коллегии Министерства образования РБ (2015-2017), Председателем Совета Специального фонда Президента Республики Беларусь по социальной поддержке одаренных учащихся и студентов (2014-2017).
С.В.Абламейко был членом Комиссии по вопросам государственной научно-технической политики при Совете Министров Республики Беларусь (2005-2017), Совета по информатизации при Президенте Республики Беларусь (2011-2017). В 2005 – 2011 годах был членом Подкомитета по присуждению Государственных премий в области науки и техники. В 2005–2010 годах был членом Межведомственного совета по информатизации и в 2006-2011 годах членом научно-технического совета по информатизации Министерства связи и информатизации Республики Беларусь.

## Санкции ЕС
После Площади 2010, в феврале 2011 года, Абламейко, тогдашний ректор БГУ, был включён в «Чёрный список ЕС». В своём решении Совет Европейского союза отметил, что Абламейко несёт ответственность за исключение студентов из университета за то, что они участвовали в демонстрациях 19 декабря 2010 года и в других мирных демонстрациях в 2011 году. В 2015 году запрет на посещение стран ЕС был снят.

## Награды и премии[7]
- Премия Ленинского комсомола Белоруссии (1990)
- Академик международной Академии наук информации, информационных процессов и технологии (1995),
- Академик белорусской инженерной академии (1995)
- Главный член (Fellow) Британского института инженеров по электротехнике (IEE) (1995).
- Старший член (Senior Member) Американского института инженеров по электротехнике и электронике (IEEЕ) (1995).
- Главный член (Fellow) Международной ассоциации по распознаванию образов (IAPR) (1998).
- Премия НАН Беларуси за лучшую монографию (1998)
- Инженер по Хартии (Chartered Engineer) Инженерного совета Европы (2001)
- Государственная премия Республики Беларусь за 2002 год за цикл работ «Распознавание и анализ стохастических данных и цифровых изображений» совместно с В. В. Старовойтовым, А. В. Тузиковым, Ю. С. Хариным, Р. Х. Садыховым (23 апреля 2003 года)[8]
- Медаль Франциска Скорины (20 апреля 2007 года) — за высокое профессиональное мастерство, достижение значительных производственных показателей, безупречную службу и образцовое исполнение служебных обязанностей, заслуги в развитии здравоохранения, науки, образования, спорта[3][9].
- Премия Национальной академии наук Беларуси за лучшую научную работу (2007).
- Орден Дружбы (8 декабря 2009 года, Россия) — за большой вклад в развитие российско-белорусского сотрудничества и дальнейшее сближение народов России и Белоруссии[10].
- Совместная премия Российской академии наук и Национальной академии наук Беларуси (2010)
- Иностранный член (академик) Испанской королевской академии докторов (2009).
- Иностранный член (академик) Европейской академии экономики и управления (2010).
- Академик Европейской Академии (2011).
- Почётный профессор Гродненского государственного университета им. Я.Купалы (2012).
- Почётный член Российской академии космонавтики им. К. Э. Циолковского (2012).
- Почётный профессор Далянского политехнического университета (2013).
- Почётный профессор Московского государственного университета им. М. В. Ломоносова (2014),
- Почётный профессор Университета Бинь Зыонг (г. Хошимин, Вьетнам) (2014).
- Иностранный член Российской академии естественных наук (2015).
- Почётный профессор Белградского Альфа БК Университета (Сербия), (2016).
- Академик Испанской королевской академии экономики и финансов (2016).
- Золотая медаль Национальной академии наук Беларуси (2016)
- Заслуженный деятель науки Республики Беларусь (1 февраля 2017 года) — за многолетнюю плодотворную работу, образцовое выполнение служебных обязанностей, достижение высоких производственных показателей в промышленности, строительстве и сельском хозяйстве, значительный личный вклад в подготовку высококвалифицированных специалистов, развитие научной и педагогической деятельности, системы образования и здравоохранения населения, белорусского киноискусства, культуры и спорта[11].